# Fernando C. Layton

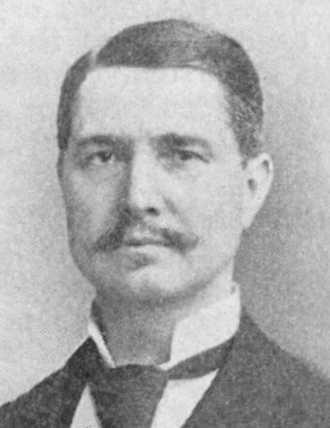
Fernando C. Layton

Fernando Coello Layton (* 11. April 1847 im Auglaize County, Ohio; † 22. Juni 1926 in Wapakoneta, Ohio) war ein US-amerikanischer Politiker. Zwischen 1891 und 1897 vertrat er den Bundesstaat Ohio im US-Repräsentantenhaus.

## Werdegang
Fernando Layton besuchte die öffentlichen Schulen seiner Heimat und danach das Wittenberg College in Springfield. Nach einem anschließenden Jurastudium und seiner 1869 erfolgten Zulassung als Rechtsanwalt begann er in Wapakoneta in diesem Beruf zu arbeiten. In den folgenden Jahren war er auch als Bezirksschulrevisor (County School Examiner) tätig. Zwischen 1875 und 1878 fungierte Layton als Bezirksstaatsanwalt im Auglaize County. Von 1878 bis 1883 war er Hauptmann in der Nationalgarde von Ohio. Politisch schloss er sich der Demokratischen Partei an.
Bei den Kongresswahlen des Jahres 1890 wurde Layton im fünften Wahlbezirk von Ohio in das US-Repräsentantenhaus in Washington, D.C. gewählt, wo er am 4. März 1891 die Nachfolge von George E. Seney antrat. Nach zwei Wiederwahlen konnte er bis zum 3. März 1897 drei Legislaturperioden im Kongress absolvieren. Seit 1893 vertrat er dort als Nachfolger von Martin K. Gantz den vierten Distrikt seines Staates. Im Jahr 1896 verzichtete er auf eine weitere Kandidatur.
Nach dem Ende seiner Zeit im US-Repräsentantenhaus praktizierte Layton zunächst wieder als Anwalt. Zwischen 1908 und 1926 amtierte er als Berufungsrichter. Von diesem Posten trat er am 9. Juni 1926 zurück. Er starb wenige Tage später, am 22. Juni, in Wapakoneta, wo er auch beigesetzt wurde.